# 88 Tisba
86 Tisba (mednarodno ime 88 Thisbe ) je velik asteroid tipa B v glavnem asteroidnem pasu. 

## Odkritje
Asteroid je odkril Christian Heinrich Friedrich Peters (1813–1890) 15. junija 1866.. Asteroid je poimenovan po Tisbi iz rimske mitologije.

## Lastnosti
Asteroid Tisba obkroži Sonce v 4,60 letih. Njegova tirnica ima izsrednost 0,165, nagnjena pa je za 5,219° proti ekliptiki. Njegov premer je 201 km, okrog svoje osi pa se zavrti 6,04 urah 

V letu 2007 sta Bear in Chesley ocenila, da ima asteroid Tisba maso 1,1×1019 kg.
Tisba je pod vplivom motenj asteroida 7 Iris. Na podlagi the motenj so ocenili njeno maso na 1,5 ×1019 kg.